# Святогор (літак)

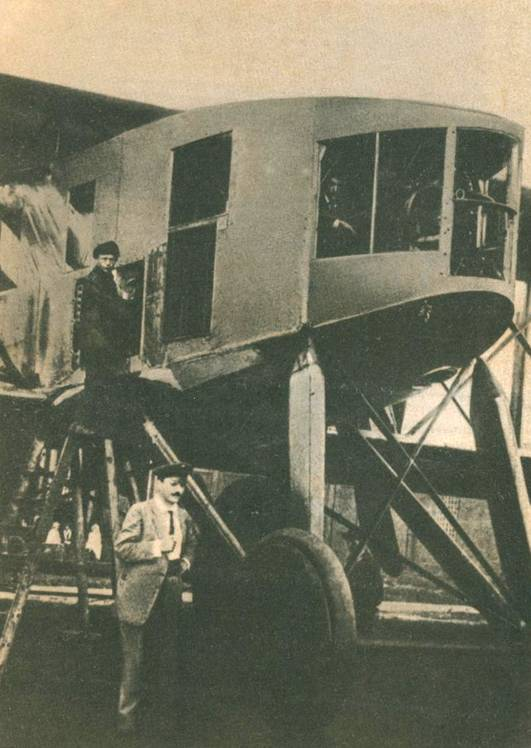
Слєсарєв Василь Андріанович біля Святогора

Святого́р (рос. Святогор) — прототип бомбардувальника, який спроєктував конструктор В. А. Слєсарєв. У літаку було застосовано низку новітніх рішень, які пізніше перейняли інші конструктори.

## Конструкція
Літак був великим тристійковим біпланом з двома двигунами у фюзеляжі. Передача від них йшла на два дуже великі гвинти, розташовані між крилами, за їхньою задньою кромкою. Шасі — чотириколісне. Це був найбільший з побудованих російських літаків. Розмах крила — 36 м, їхня площа — 280 квадратних метрів, довжина літака — 21 м. Розрахункова злітна маса — 6500 кг, тоді як навантаження мало становити до 50% злітної маси. Тривалість польоту хотіли довести до 30 годин, швидкість — понад 100 км/год, максимальний набір висоти — 2500 м. 
В.А.Слєсарєв припускав установити два двигуни «Мерседес» по 300 к.с. і спроєктував під них великі гвинти діаметром 6 м, які мали робити 300- 400 обертів на хвилину. Він вважав, що застосування гвинтів великого діаметра за малої частоти обертання мало поліпшити злітні можливості літака.
Для цього колеса шасі було незвично великого діаметра: 2,0 м (задні) і 1,5 м (передні). Двигуни було встановлено у фюзеляжі з проходом між ними, перед коробкою крилю Це забезпечувало доступ до них у польоті. Лише значно пізніше над такими схемами стали посилено працювати німці, створюючи в 1917 – 1928 рр. свої літаки-гіганти. Перед «машинним відсіком» літака «Святогор» містилися кабіни льотчика й спостерігача. Бензобаки мали були розміщені у фюзеляжі поблизу центру тяжіння літака. Скорострільну гармату та інше озброєння планували встановити в носі літака.
Конструкція «Святогора», яку спроєктував і виконав В.А.Слєсарєв, за відгуками всіх, що її бачили, була надзвичайно продуманою. Надзвичайно вражали своєю легкістю вузли. Стійки коробки крил було зроблено з 5-мм фанери з середнім сосновим бруском двотаврового перетину. Лонжерони крил — коробчасті, передні — на 20% хорд і в перетині набагато вище й сильніше задніх, розташованих на 75% хорд. Нервюри — фермові, з соснових рейок і фанерних кніц. Розчалки — парні троси з планкою між ними. Консолі верхнього крила підтримували шпренгелі. Фюзеляж був чотиригранний із закругленою нижньою і майже плоскою верхньою поверхнями, найбільша висота і ширина — близько 2,5 м. Конструкція — розчалкова з полотняним обтягуванням. Лонжерони фюзеляжу — коробчастого перетину у своїй середній частині. Шпангоути його передньої й середньої частин — рамні. Скрізь де тільки можна було зроблено отвори полегшення. Носова частина фюзеляжу далеко виступала вперед; маса двигунів, силової установки, шасі, устаткування кабін сприяла нормальному центруванню літака на 30 — 35% САХ. Горизонтальне хвостове оперення площею 20 квадратних метрів було симетричного профілю, нейтральним, тримальним.
Своєрідним було шасі літака з його двома парами високих стійок і гумовою амортизацією. Величезні колеса були зроблені з дерева й фанери, дерев'яний обід був сполучений з центральною бобишкою дванадцятьма шпицями-нервюрами з фанери й планок, обидві стінки коліс — з фанери, у центрі — втулки з кульковими підшипниками. Було також виготовлено спеціальні пневматики. Загалом конструкція коліс була легкою, не зважаючи на їхні великі розміри.
У процесі спорудження в умовах війни виникли непередбачені труднощі. Двигуни по 300 к.с. отримати було неможливо. В.А.Слєсарєв намагався поставити двигуни, зняті зі збитого німецького цепеліна, але вони були настільки пошкоджені, що відремонтувати їх не вдалося. Довелося взяти французькі двигуни «Рено» у 220 к.с. У січні 1916 р. двигуни прибули після чого почали монтаж силової групи. Проте грошей уже не було. Для вирішення питання долі літака потрібна була висококваліфікована експертиза. Справу доручили М. І. Жуковському. Було створено спеціальну комісію, до якої крім нього також увійшли В. П. Ветчинкін, Г. І. Лук’янов і А. А. Архангельський.

## Історія побудови
Комісія дуже уважно підійшла до оцінювання «Святогора», провела повний аеродинамічний розрахунок літака (уперше в Росії), що супроводжувався продуванням моделей його частин, і зробила висновок, що «політ аероплана Слєсарєва з повним навантаженням у 6,5 тонн і швидкістю 114 км/год є можливим, а тому закінчення будівництва апарату Слєсарєва є бажаним».
А тим часом літак будували силами й засобами В.А.Слєсарєва, що зумів, мабуть, знайти кредит. На початку листопада 1916 р. було зроблено спробу рулювати. Літак пересувався по землі, але зліт не виходив.
Знову було призначено комісію, знову почалося обговорення стану і перспектив «Святогора», але інтерес до літака поступово слабшав і його перестали будувати. На початку 1921 року В. А. Слєсарєва вбили на вулиці в Петрограді. Літак був тоді в порядку. У 1923 його розібрали. «Святогор» не був у повітрі. Багато труднощів не дали можливості довести його до повної готовності, проте цей літак є видатним явищем в історії авіації. Його підвела тільки силова установка, у чому не можна винити Слєсарєва. Робота В. А. Слєсарєва була героїчною, але майже безнадійною спробою вирішення дуже складного технічного завдання.